# Love Not War (The Tampa Beat)
Love Not War (The Tampa Beat) is een nummer van de Amerikaanse zanger Jason Derulo en de Nieuw-Caledonische producer Nuka uit 2020.
Het nummer is een herbewerking van Nuka's "4 Brylean (WayzRmx2018)". Net als Derulo's eerdere hit Savage Love (Laxed – Siren Beat), won ook "Love Not War (The Tampa Beat)" aan populariteit door de app TikTok. Het nummer flopte in de Verenigde Staten, maar werd wel een hit in Europa. Het bereikte de 3e positie in de Nederlandse Top 40, terwijl het in de Vlaamse Ultratop 50 een bescheiden 23e positie behaalde.